# Diocesi di Wanzhou
La diocesi di Wanzhou (in latino: Dioecesis Uanscienensis) è una sede della Chiesa cattolica in Cina suffraganea dell'arcidiocesi di Chongqing. Nel 1950 contava 22.649 battezzati su 5.000.000 di abitanti. La sede è vacante.

## Territorio
La diocesi, un tempo parte della provincia cinese di Sichuan, a partire dal 1997 si estende nella parte settentrionale della municipalità (con status di provincia) di Chongqing, comprensiva del distretto di Wanzhou e di 8 contee: Chengkou, Fengjie, Kaxian, Liangping, Wushan, Wuxi, Yunyang e Zhongxian.
Sede vescovile è la città di Longbao, dove si trova la cattedrale del Sacro Cuore. A Wanzhou si trova l'ex cattedrale dell'Immacolata Concezione.

## Storia
Il vicariato apostolico di Wanxian fu eretto il 2 agosto 1929 con il breve Aucto Pastorum di papa Pio XI, ricavandone il territorio dal vicariato apostolico di Chongqing (oggi arcidiocesi).
L'11 aprile 1946 il vicariato apostolico è stato elevato a diocesi con la bolla Quotidie Nos di papa Pio XII.
Il 10 gennaio 2001 è deceduto il vescovo Matthias Duan Yin-ming, uno degli ultimi vescovi ordinati da Pio XII. Suo successore è stato monsignor Joseph Xu Zhixuan, già vescovo coadiutore dal 1989 ed insieme vescovo "ufficiale" riconosciuto dal governo, deceduto l'8 dicembre 2008. Ora è vescovo della diocesi di Wanxian monsignor Paul He Zeqing, già coadiutore di Xu Zhixuan dal 2005.
Nel 1998 Matthias Duan Yin-ming e Joseph Xu Zhixuan erano stati invitati a partecipare all'Assemblea Speciale per l'Asia del Sinodo dei vescovi, ma il governo cinese aveva negato loro il permesso di uscire dalla Cina.

## Cronotassi dei vescovi
Si omettono i periodi di sede vacante non superiori ai 2 anni o non storicamente accertati.
- Francis Xavier Wang Ze-pu (Wang Tse-pu) † (16 dicembre 1929 - 3 luglio 1947 ritirato)
- Matthias Duan Yin-ming (Tuan In-Min) † (9 giugno 1949 - 10 gennaio 2001 deceduto)[7]
  - Sede vacante
  - Joseph Xu Zhixuan † (10 gennaio 2001 succeduto - 8 dicembre 2008 deceduto)
  - Paul He Zeqing, dal 13 dicembre 2008

## Statistiche
La diocesi nel 1950 su una popolazione di 5.000.000 di persone contava 22.649 battezzati, corrispondenti allo 0,5% del totale.
| anno | popolazione | popolazione | popolazione | presbiteri | presbiteri | presbiteri | presbiteri                | diaconi | religiosi | religiosi | parrocchie |
| anno | battezzati  | totale      | %           | numero     | secolari   | regolari   | battezzati per presbitero | diaconi | uomini    | donne     | parrocchie |
| ---- | ----------- | ----------- | ----------- | ---------- | ---------- | ---------- | ------------------------- | ------- | --------- | --------- | ---------- |
| 1950 | 22.649      | 5.000.000   | 0,5         | 46         | 46         |            | 492                       |         | 2         | 17        | 25         |

Secondo alcuni dati statistici riportati dall'Agenzia Fides, nel 2012 la diocesi contava circa 60.000 fedeli, 11 sacerdoti e 16 religiose della Congregazione della Sacra Famiglia.